# Amylon
Amylon, a.s. – czeskie przedsiębiorstwo spożywcze, jeden z największych producentów puddingów i mieszanek sypkich w tym kraju. Tradycyjny producent budyniu w proszku (którego produkcję rozpoczęto w 1912 roku) oraz jedno z najstarszych przedsiębiorstw w swej kategorii w kraju Wysoczyna. Dzisiejsze portfolio marki obejmuje także inne produkty ze skrobi pszennej, jak np. knedle instant, purée ziemniaczane czy ciasta na pizzę. W 2014 roku dwa produkty firmy zdobyły nagrodę w konkursie degustacyjnym „Česká chuťovka”, organizowanym pod patronatem czeskiego Senatu.

## Historia
Tradycje firmy sięgają końca XIX wieku, gdy ówczesny właściciel rozpoczął przemysłową obróbkę ziemniaków. W 1891 roku firma zaczęła stopniowo wykupywać kolejne wytwórnie skrobi i przekształciła się w przedsiębiorstwo. W 1912 r. połączono fabryki skrobi w Niżkowie i Przybysławiu i ten rok jest uważany za datę oficjalnego założenia firmy. Po II wojnie światowej zakłady Ronov stały się częścią przedsiębiorstwa państwowego Amylon Havlíčkův Brod, a później przedsiębiorstwa państwowego Škrobárny. Po 1989 firma została podzielona i sprywatyzowana, a jako niezależna spółka akcyjna Amylon pojawił się w 1994 roku.